# Alan's Psychedelic Breakfast
Pistes de Atom Heart Mother
Fat Old Sun
(4)
Alan's Psychedelic Breakfast (littéralement : « le petit-déjeuner psychédélique d’Alan ») est le cinquième et dernier morceau de l'album Atom Heart Mother du groupe rock progressif britannique Pink Floyd. C’est un instrumental composé de trois parties : Rise and Shine, Sunny Side Up (passage entièrement écrit et joué par David Gilmour, à l'exception de Rick Wright au piano) et Morning Glory. Le morceau a été composé par l’ensemble des membres du groupe.
Le « Alan » du titre n'est pas, comme on le croit fréquemment, l'ingénieur du son Alan Parsons, mais Alan Styles, un roadie du groupe.
On assiste à la préparation et à la consommation d'un petit déjeuner, assorti de quelques commentaires à son sujet ("A cup of coffee... Marmalade, I like marmalade"). Le morceau mêle bruits de fond — l'allumage d'une cafetière, du bacon en train de cuire, des céréales versées dans un bol — et de musique instrumentale. Certains passages peuvent s'apparenter à de la musique concrète. Ce morceau est également notoire pour le travail sonore effectué: le réalisme et la proximité du son, dont la prise a été réalisée de façon similaire à l'enregistrement binaurale, qui consiste à reproduire le son tel qu'il est perçu par l'auditeur en reproduisant le dispositif auditif humain. Ceci explique une telle précision compte tenu de l'époque où il a été enregistré, c'est d'autant plus significatif de l'avant-gardisme du groupe étant donné que cette technique s'est développée dans les années 1980.

## Crédits
- David Gilmour – guitare steel, guitare acoustique, basse et batterie sur Morning Glory
- Roger Waters – basse, guitare acoustique, effets sonores
- Richard Wright – piano, orgue sur Morning Glory
- Nick Mason - batterie, percussions, effets sonores
- Alan Styles – voix, effets sonores